# Carré de valets
Pour plus de détails, voir Fiche technique et Distribution.
Carré de valets est un film français réalisé par André Berthomieu, sorti en 1947.

## Synopsis
Sommé par sa mère de plaider, un tout jeune avocat fait acquitter un trio de minables malfaiteurs. La fille de l'un d'eux révèle à l'avocat que les trois complices espéraient trouver en prison le vivre et le couvert. Pour les beaux yeux de la jeune fille, Maître de La Bastide attache les trois drôles à son service. Catastrophes, pataquès, balourdises se succèdent jusqu'au mariage prévu.

## Fiche technique
- Titre : Carré de valets
- Réalisation : André Berthomieu
- Scénario : André Berthomieu et Georges Dolley, d'après une idée de Jean Gehret
- Adaptation : André Berthomieu, Georges Dolley
- Dialogue : Henri Jeanson
- Assistant réalisateur : Raymond Bailly
- Directeur de la photographie : Fred Langenfeld
- Opérateur : Marcel Franchi, assisté de Nicolas Gitovitch, André Marquette et Jacques Chotel
- Photographe de plateau : Gaston Thonnart
- Montage : Jeannette Berton, assistée de Claude Duran et Françoise Derouet
- Son : Maurice Carrouet, assisté d'Henri Luke
- Décors : Raymond Nègre, assisté de Henri Sonois et Olivier Girard
- Musique : Georges Van Parys
- Maquillage: René Daudin
- Script-girl : Andrée François
- Régisseur général : Georges Charlot
- Secrétaire de production : Simone Chotel
- Directeur de production : Jean Erard
- Production : Société Nouvelle Pathé Cinéma
- Distribution : Pathé Consortium Cinéma
- Tournage : dans les studios Pathé Cinéma, 6 rue Francoeur, 75018 Paris
- Pays :  France
- Format : Son mono - Noir et blanc - 35 mm  - 1,37:1
- Genre : Comédie
- Durée : 90 minutes
- Date de sortie : 
  - France : 8 octobre 1947
- Visa d'exploitation : 5541

## Distribution
- Martine Carol : Catherine Bonpain, la fille d'Arthur
- Jean Desailly : Jacques de La Bastide, jeune avocat
- Denise Grey : Mme de La Bastide, la mère de Jacques
- Pierre Larquey : Arthur Bonpain, le père de Catherine
- Jacques Louvigny : Firmin, le majordome
- Yves Deniaud : Jules Furet
- Bernard Lajarrige : Albert Furet, le fils de Jules
- Paul Faivre : le président du tribunal
- Robert Berri : Philibert, un mauvais garçon
- Liliane Bert : Betty, une petite amie de Jacques
- René Hiéronimus : un avocat
- Jean Diener : l'avocat de la partie civile
- Charles Bouillaud : le procureur
- Louis Florencie : M. Georges
- Marcel Loche : l'huissier
- Albert Broquin : un prévenu
- Éliane Charles : Solange, la dame de compagnie
- Roger Saget : M. Biscotin, un mauvais garçon
- Christiane Muller : Mme Biscotin
- Madeleine Suffel : Albertine Pignolet, la concierge
- Marcelle Rexiane : la mère de Betty
- Charles Lavialle : un gendarme au tribunal
- Franck Maurice : un homme à l'audience
- Harry Max : M. Dubois, l'entomologiste
- Henri Charrett : le policier
- Renée Thorel : une invitée
- Germaine Stainval : une invitée
- Roger Vincent : un invité
- Albert Brouett : un invité
- Maurice Derville
- Célia Cortez
- René Pascal
- Alexandre Mathillon